# Зловживання психоактивними речовинами в Стародавньому Римі
Психоактивні речовини у Стародавньому Римі не завжди розглядалися винятково як наркотики. Їх активно застосовували як у побуті, так і в медичній практиці. Алкоголь був добре відомий римлянам: вони усвідомлювали, що помірне його споживання не завдає значної шкоди, проте надмірне вживання призводить до стану сп’яніння. Каннабіс римські природознавці описували рідко, однак при цьому визнавали його передусім як лікарську рослину. Найбільш поширеним психоактивним засобом був опіум, який спочатку також використовували переважно як лікувальний засіб. Втім, попри те, що психоактивні речовини застосовували переважно з терапевтичною метою, у Стародавньому Римі було чимало осіб із проявами залежності, зокрема й серед представників вищих соціальних верств.

## Алкоголь
Алкоголь був поширеним як серед вищих, так і серед нижчих прошарків римського суспільства. Римські громадяни та солдати кожен споживали по 100 галонів вина на рік. Сто галонів — це приблизно 378,5 літра, а середній обʼєм пляшки вина становить 0,75 літра. Це дорівнює понад одній пляшці на день.
Але незважаючи на популярність алкоголю, стародавні грецькі та римські філософи й природодослідники нерідко висловлювали усвідомлення потенційної шкоди, пов’язаної з вживанням алкоголю під час вагітності. Однак їх більше турбувала не стільки шкода для вагітних, скільки вплив алкоголю на чоловіче тіло в момент зачаття — особливо те, як спиртне впливає на температуру чоловічого тіла.
Пліній Старший у своїх працях описував те, якою важливою стала культура вина для римського суспільства. За його спостереженнями, жодна інша галузь людської діяльності не вимагала стільки зусиль, праці й витрат. Люди ж не тільки самі надмірно споживали вино, а й змушували до цього навіть тварин.
Щоб мати змогу пити ще більше, римляни вигадували хитрощі. Вино розбавляли, проціджували через тканину, щоб зробити його м’якшим і легшим для шлунка. Викликали спрагу штучними методами, вдававалися до небезпечних практик — перед застіллям вживали отруту блекоти чи ковтали порошок пемзи, лише для того, щоб посилити бажання пити. Були й ті, хто готував себе до випивки, заздалегідь парячись у гарячих лазнях: після такого «підготовчого етапу» їх виносили майже безсилими. Інші не витримували навіть до моменту, коли можна було сісти за стіл — ще не вдягнувши тунік, знесилені парою, вони, ледь вийшовши з лазні, кидалися до посудин з вином і випивали все, що могли. Потім — одразу ж блювали, щоб звільнити місце в шлунку, і повторювали все знову. Головна мета полягала не в насолоді, а в тому, щоб вино неодмінно пройшло крізь людське тіло.
Серед алкозалежних були відомі римські постаті.Цицерону Молодшому
, синові Марка Тулія Цицерона, дорікали за надмірну пристрасть до вина — він випивав за один раз два  конгія і, у стані сп’яніння, кинув келих у  Марка Агріппу. Така поведінка, зауважував він, стала майже звичною в подібному стані. Цицерон-молодший намагався перевершити в цьому  Марка Антонія. Він не лише славився пияцтвом, а й написав трактат про свою любов до вина.
У Римі також було поширене пиво, але римляни не романтизували його так сильно, як шумери. Саме за часів  Римської імперії з’явилось прислів’я: "У вині — істина".

## Каннабіс
Каннабіс був добре відомий римським авторам медичної літератури. Діоскорид у своїй праці Materia Medica зазначав, що каннабіс не лише дуже корисний для виробництва міцних мотузок, але й сік його насіння був ефективним при болях у вухах і для зниження сексуального потягу.
Клавдій Гален згадував, що багаті римляни завершували бенкети десертом із насіння конопель — ласощами, які викликали приємне й тепле відчуття та стимулювали апетит до пиття. Проте він застерігав від надмірного вживання: це могло спричинити зневоднення й  імпотенцію. Інші властивості, які він зазначав: протиздуття та знеболення. Орібасій додавав до властивостей канабісу ще й схуднення.
Остання згадка про канабіс була від  Плінія Старшого: у своїй праці Naturalis Historia він писав, що насіння цієї рослини могло полегшувати  подагру та подібні недуги.

## Опіум
Опіумний мак належить до перших психоактивних рослин, які почала використовувати людина. Найдавніші археологічні свідчення його вживання були знайдені на території сучасної Італії поблизу  озера Браччано, що на північний захід від Риму. Там виявили сферичні підвіски, за формою схожі на коробочки опіумного маку, що датуються понад 2500 років тому.
У період Римської імперії опіум активно застосовувався в медичній практиці: його призначали для знеболення, поліпшення сну, а також для лікування кашлю та  діареї. 
Серед історій про опіум дуже часто фігурує ім’я Марка Аврелія. Імператор регулярно вживав опіум для полегшення болю в грудях і шлунку, особливо під час військових кампаній. Вживання цієї речовини стало звичною частиною його повсякденного життя, допомагаючи йому витримувати як фізичні навантаження, так і психологічну напругу.
Спроба відмовитися від опіуму призвела до розвитку симптомів, які сьогодні можна інтерпретувати як ознаки  абстиненції. Без регулярного прийому речовини імператор виявлявся неспроможним ефективно виконувати свої обов’язки, виступати перед військами чи брати участь у підготовці до бою. Опіум, хоча й сприяв засинанню вночі, водночас викликав надмірну сонливість удень, що ускладнювало його щоденну діяльність.

Після падіння Римської імперії опіум найчастіше простежувався на  Заході.